# Custodie franciscaine de Terre sainte

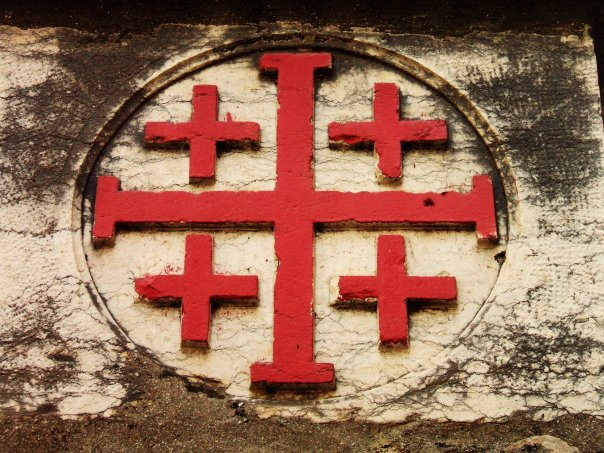
Croix de la custodie dite croix de Godefroy de Bouillon : les cinq croix émaillées de rouge sang figureraient les cinq blessures du Christ, les cinq premiers livres de la Bible ou les cinq premières Églises chrétiennes.

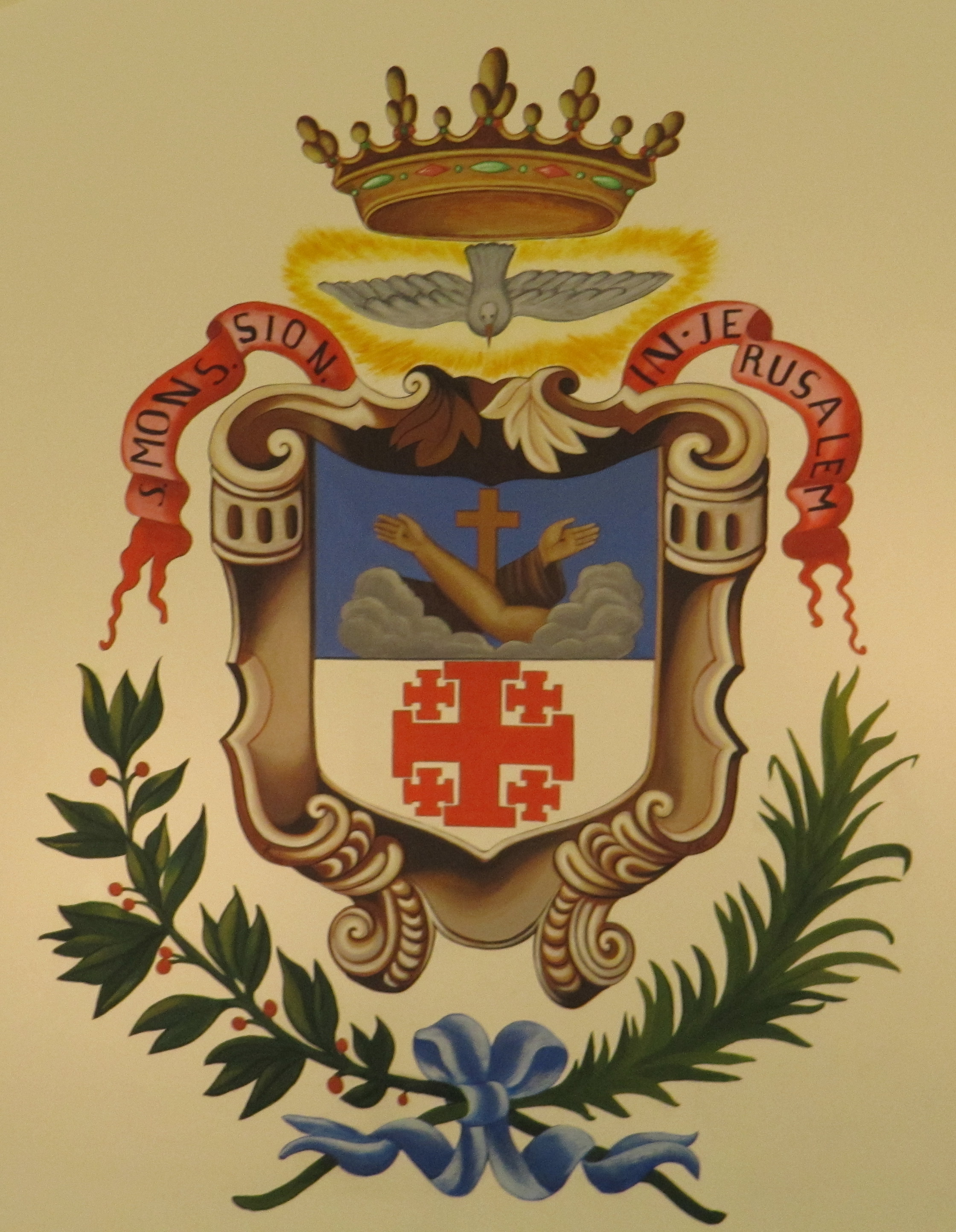
Blason de la custodie : les « Conformités » montrent la Croix de Terre Sainte surmontée par deux bras qui s’entrecroisent, celui du Christ (le bras nu) et celui de François d'Assise stigmatisé (bras avec la manche de bure).

Croix de Jérusalem, blason du Royaume de Jérusalem dont s'inspire la Croix de la custodie.

La custodie franciscaine de Terre sainte ou custodie de Terre sainte (en latin : Custodia Terræ Sanctæ) est une institution catholique franciscaine responsable des intérêts de l'Église catholique en Terre sainte, notamment de la garde des Lieux saints de Jérusalem, depuis le XIIIe siècle. Dans la famille franciscaine, une custodie est une sous-province dépendant d'une province, ou territoire d'activité des Franciscains, où sont regroupés couvents et institutions de l'Ordre. Elle est dirigée par un custode. La custodie de Terre sainte est la plus importante de celles-ci, d'un point de vue historique et symbolique.
Depuis le 24 juin 2025, le custode de Terre sainte est Francesco Ielpo (cs), de nationalité italienne.

## Histoire

### Aux origines de l'Ordre franciscain
La custodie a été fondée en 1342. Cependant l'ordre franciscain était présent en Terre sainte depuis son origine vers 1220. Quelques frères obtiennent une petite maison en 1229 donnant sur la Ve station de la Via Dolorosa.
La présence des Franciscains en Terre sainte remonte aux origines même de leur Ordre franciscain, lequel, fondé par saint François d'Assise en 1209, s’ouvrit dès ses débuts à l’évangélisation missionnaire.
Avec le chapitre général, de 1217, qui partagea l’Ordre en provinces, naquit également la Province de Terre sainte ; elle s’étendait à toutes les régions qui gravitent autour du bassin sud oriental de la Méditerranée, de l’Égypte jusqu’à la Grèce et au-delà.
La Province de Terre sainte comprenait naturellement le pays natal du Christ, avec tous les lieux où se réalisa, selon le christianisme, «le Mystère de notre Rédemption». Pour cette raison, la Province de Terre sainte fut considérée comme la perle de toutes les Provinces et aussi, quant aux autres fondations missionnaires de l’Ordre franciscain à travers le monde, comme la perle de toutes les Missions. Elle fut visitée par saint François lui-même qui, entre ses passages en Égypte, en Syrie et en Palestine, y séjourna durant plusieurs mois entre 1219 et 1220. C’est à cette période qu’eut lieu la célèbre rencontre du Poverello avec le Sultan Melek el-Kamel.
Dans un contexte de guerre, en pleines croisades, François d’Assise a rompu les barrières pour aller parler et dialoguer avec le sultan tenu pour l’ennemi par excellence, l’infidèle. Ce geste est un exemple prophétique de dialogue et un témoignage de respect envers des cultures différentes, exemple qui aujourd’hui encore a tant à dire à l’homme de notre temps.[réf. nécessaire]
Ce même esprit a animé et anime encore l’aventure spirituelle et humaine des franciscains au Proche-Orient, dans le service des populations locales qu’elles soient chrétiennes ou non.

### Le retour définitif des Frères mineurs en Terre sainte
En 1291, la ville de Saint-Jean-d'Acre, dernière place forte des croisés, tombe aux mains des musulmans. Cependant les franciscains, qui s’étaient réfugiés à Chypre, où se trouvait le siège de la province d’Orient, s’efforcent d’assurer une présence à Jérusalem et dans les autres secteurs de sanctuaires en Palestine. Le pape Jean XXII permet alors au ministre provincial de Terre sainte d’envoyer chaque année deux de ses frères dans les Lieux saints. Leur présence au Saint-Sépulcre est certifiée durant la période allant de 1322 à 1327.
On doit le retour définitif des Frères mineurs en Terre sainte, avec la possession légale de certains lieux saints et le droit d’usage dans d’autres, au roi de Naples, Robert d’Anjou, et à Sanche de Majorque. En 1333, ils font l’acquisition du Cénacle auprès du sultan d’Égypte, grâce à la médiation du franciscain Roger Guérin, et obtiennent le droit d’officier au Saint-Sépulcre. Il est établi, en outre, que les frères mineurs jouiraient de ces droits au nom de la chrétienté. En 1342, le pape Clément VI, par les bulles « Gratias agimus » et « Nuper carissimae », approuve l’entreprise des rois de Naples et fixe les dispositions pour la nouvelle entité. Les religieux destinés à la Terre sainte peuvent désormais provenir de toutes les provinces de l’Ordre et une fois au service de la Terre sainte, se trouvent sous la juridiction du père custode, « Gardien du mont Sion à Jérusalem ».
Jusqu'en 1555, elle est située au monastère du Mont Sion. En 1336, ils peuvent se rétablir définitivement en Terre sainte. Dès lors, le siège central de la Custodie est établi près du Cénacle, sur le mont Sion. Les franciscains en sont expulsés par les Turcs en 1551. En 1560, ils acquièrent l'actuel couvent du Saint-Sauveur de Jérusalem (en) où ils transfèrent leur custodie.
Cependant, le professeur Sylvia Schein souligne l'influence de l'antisémitisme franciscain à partir de 1333. Selon cette historienne, les frères mineurs développèrent auprès des pèlerins le mythe du peuple juif « assassin du Christ », ce qui contribua à propager l'antisémitisme à travers l'Europe. Cette propagande, « systématique » selon l'analyse de Sylvia Schein, cherchait en particulier à empêcher le retour des Juifs en Terre d'Israël, même si, sur place, les relations entre Juifs, Franciscains et pèlerins restaient assez pacifiques.
La présence constante des franciscains en Terre sainte a été déterminante pour le développement de l’Église locale, jusqu’à rendre possible la restauration du Patriarcat latin à Jérusalem en 1847.[réf. nécessaire] Depuis lors, la Custodie et le Patriarcat latin œuvrent dans un esprit de collaboration à l’accomplissement de leurs mandats respectifs.

### Les Frères Mineurs sont les gardiens officiels des Lieux Saints
À l’occasion des 650 ans des Bulles de Clément VI, le pape Jean-Paul II a envoyé une lettre autographe au Ministre général de l’ordre des frères mineurs, en date du 30 novembre 1992. Le Saint Père y rappelait l’attribution des Lieux Saints à l’Ordre, en même temps, il encourageait les franciscains à persévérer dans l’accomplissement du mandat qui leur fut conféré en son temps par le Siège Apostolique.
Les frères mineurs sont donc les gardiens officiels des Lieux Saints. C’est déjà ce qu’avait rappelé le pape Paul VI – le premier pape depuis saint Pierre à être venu en pèlerinage en Terre sainte – et qui a été confirmé par Jean-Paul II durant son pèlerinage aux Lieux Saints à l’occasion du grand jubilé de l’an 2000.
Actuellement la custodie de Terre sainte œuvre dans les pays suivants : Israël, Palestine, Jordanie, Syrie, Liban, Égypte, pays visités par Jésus-Christ, et les îles de Chypre et Rhodes. Dans ces pays, se trouvent quelque trois cents religieux, aidés d’une centaine de religieuses de diverses congrégations. 
Les franciscains offrent leurs services dans les principaux sanctuaires de la Rédemption, parmi lesquels :
- La basilique du Saint-Sépulcre qui occupe une place particulière dans la Chrétienté
- La basilique de la Nativité de Bethléem, avec les orthodoxes
- La basilique de l'Annonciation de Nazareth

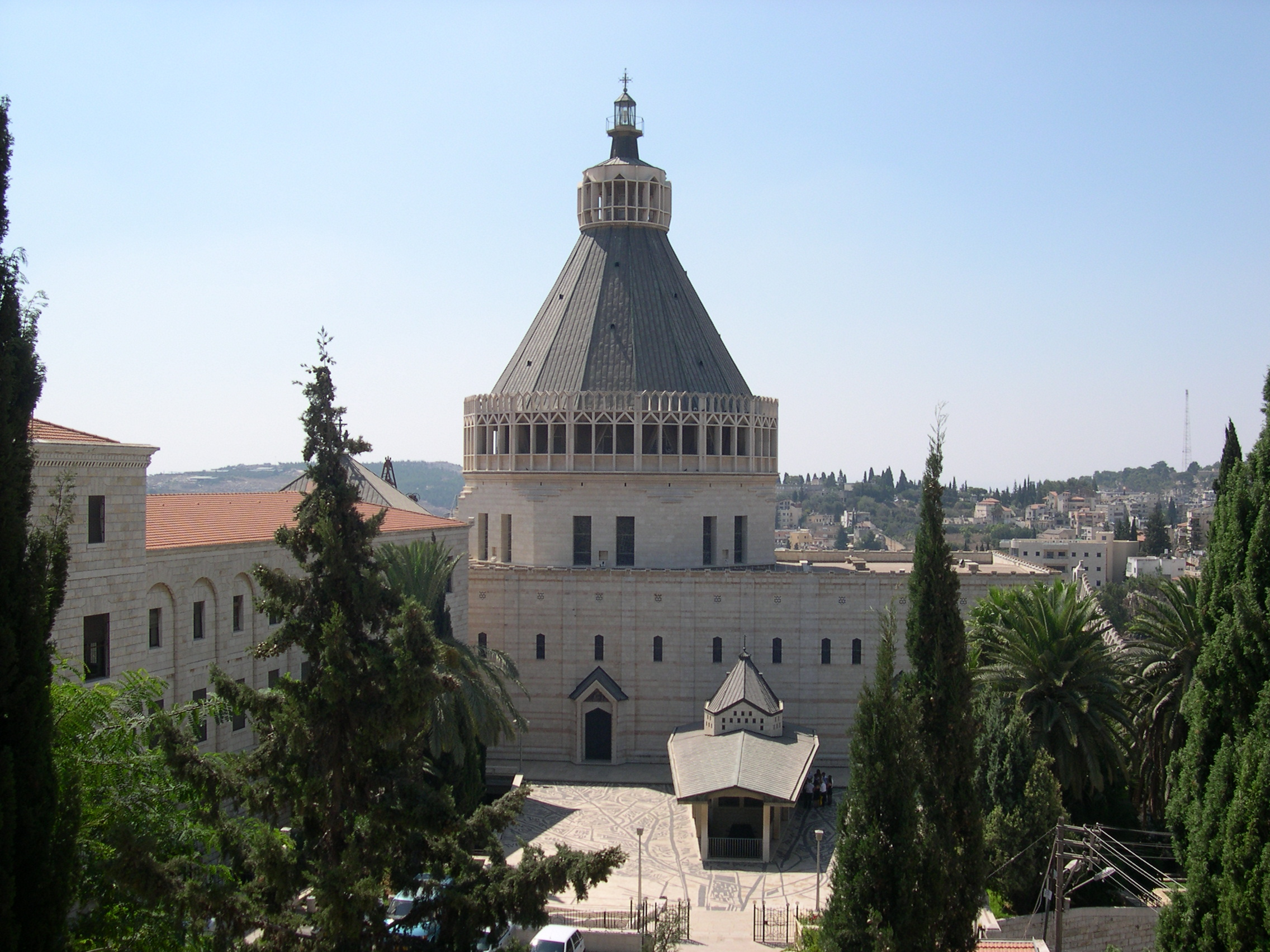
Vue de la basilique de l'Annonciation à Nazareth.
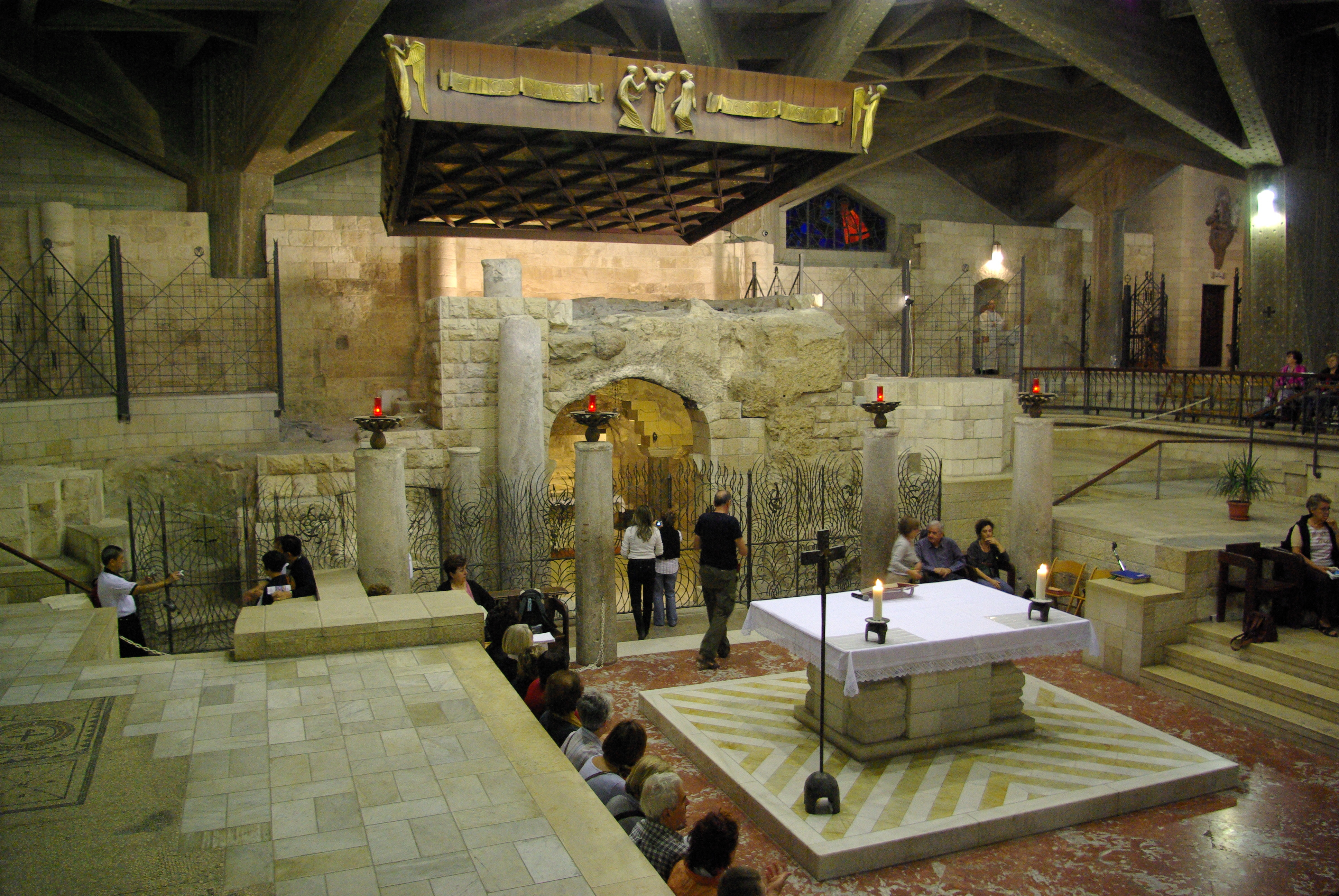
Intérieur de la basilique de l'Annonciation.
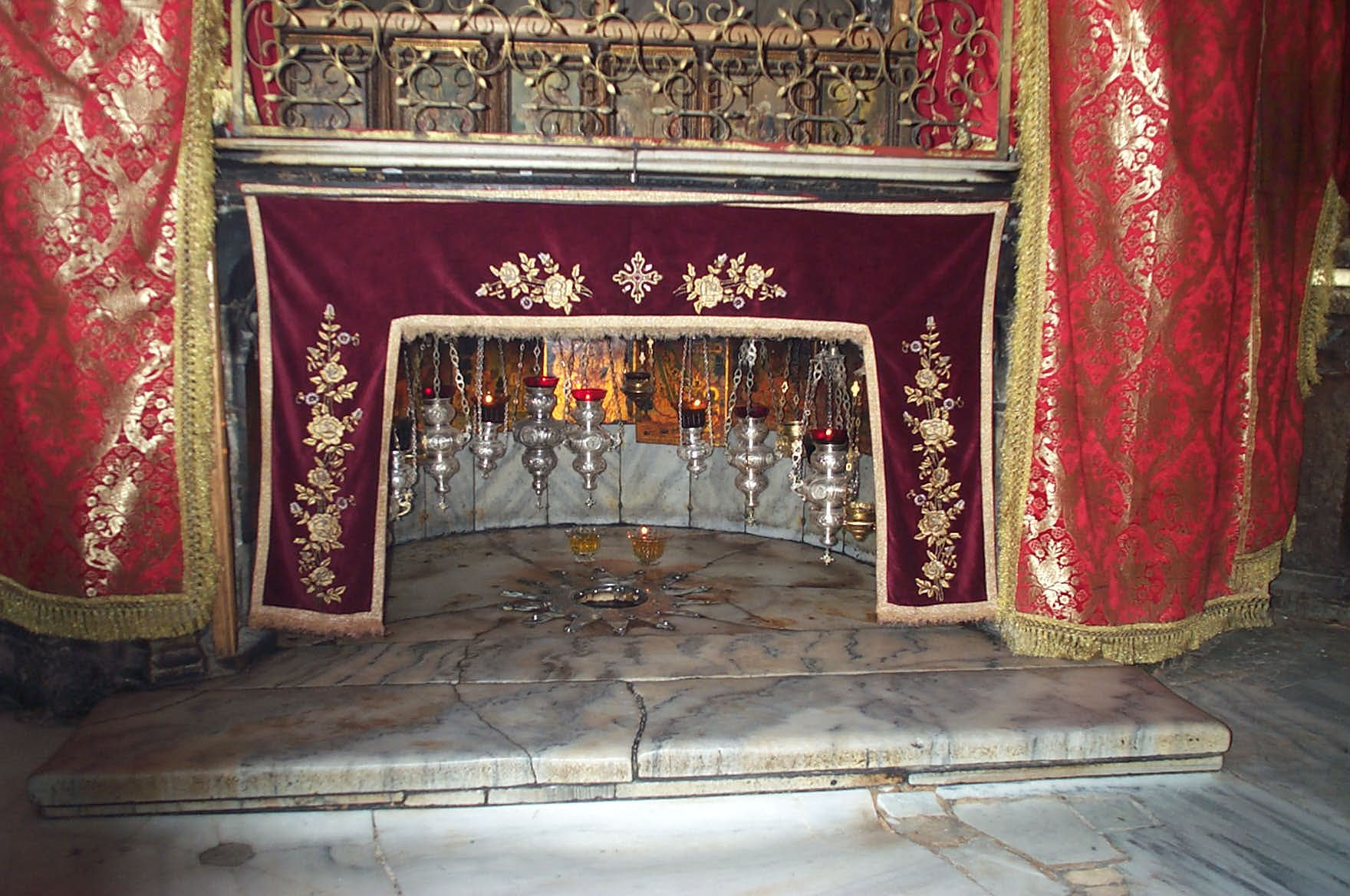
Lieu de la nativité de Jésus à Bethléem.
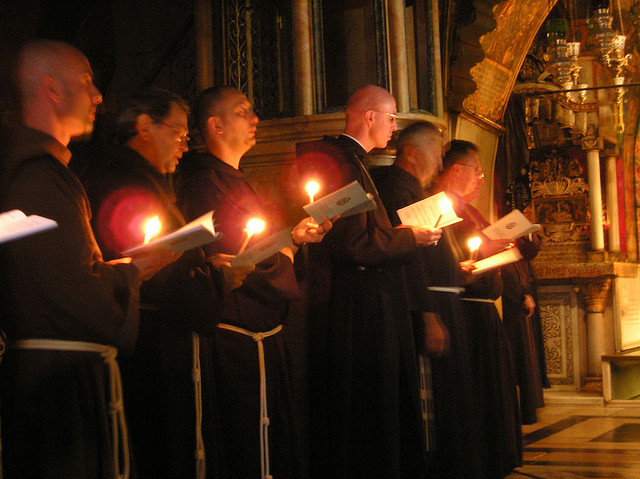
Les franciscains au Saint-Sépulcre.

## La Custodie de Terre sainte aujourd’hui
La vocation franciscaine en Terre sainte s’articule sur trois axes principaux :
- La prière sur les Lieux saints
- Le service des Chrétiens du pays
- Et l’accueil des pèlerins

### Organisation
La Custodie de Terre sainte est présente au Moyen-Orient depuis huit siècles. Elle n’a pas pu durer sur un territoire si vaste, sous de multiples régimes politiques, et pour mettre en œuvre tant de missions diverses sans une certaine organisation. Riche aujourd’hui de quelque trois cents frères d’une trentaine de nationalités, elle a toujours à sa tête un custode, supérieur de la Province, secondé d’un vicaire custodial et assisté d’un discrétoire. C’est cette collégialité dans le gouvernement qui est un des moteurs de la vie de la Custodie.
1. La Curie custodiale

La curie, avec à sa tête le custode, regroupe tous les services transversaux à la Custodie de Terre sainte pour lui permettre – partout où elle est présente - de vivre sa vocation d’accueil des pèlerins, de service des pauvres, d’animation pastorale, de garde et animation des Lieux Saints. C’est elle aussi qui représente l’ensemble des frères dans la vie ecclésiale locale tant avec les Ordinaires catholiques de Terre sainte que dans les relations œcuméniques et dans le dialogue avec les autres religions. Elle centralise également les services financiers et de communication (six revues et un site internet), comme tous les services administratifs concernant les frères, de la formation, aux nominations en passant par le suivi de l’obtention des visas. Elle assure le lien avec la Curie Générale Franciscaine mais aussi et surtout entre les cinquante-trois représentations de Terre sainte réparties au Moyen-Orient, avec les six couvents dans le monde placés sous sa juridiction directe, avec les soixante-neuf commissariats de Terre sainte répandus dans le monde.
Si les cérémonies religieuses et officielles donnent à la Curie un côté très solennel, au quotidien, elle travaille à l’écoute des réalités de la Terre sainte et à l’accueil des pèlerins. Entre juillet 2005 et juin 2006, le père Custode Pierbattista Pizzaballa et le vicaire custodial Artemio Vítores ont accueilli à eux deux plus de 14 000 pèlerins à Saint-Sauveur.
- Le custode
- Le vicaire custodial
- Le discrétoire

1. Les fraternités
2. Communication

## Liste des custodes et des supérieurs de Terre Sainte
Sans indication, il s'agit d'un custode. prés. signifie président ; prov. veut dire provincial ; vic. prov. vicaire provincial.
XIIIe siècle
- 1219 - Saint François d'Assise inaugure la mission et la province de Terre Sainte
- 1219 - Fr Élie de Cortone, prov.
- 1220 - Fr Luca N., prov.
- 1221 - Fr Benedetto di Avrezzo, prov.
- 1247 - Fr Giacomo (Narciso?), gardien
- 1247 - Fr Enrico da Pisa, prov.
- 1266 - Fr Giacomo da Puy
- 1270 - Fr Andrea da Bologna, prov.
- ? - Fr Vincentius de Burgundia
- 1278 - Fr Bartolomeo da Siena, prov.
- (1280?) - Fr Giovannino da Parma
- 1282 - Fr Matteo, vic. prov.
- 1286 - Fr Geleberto

XIVe siècle
- 1306 - Fr Giordano, prov.
- 1306 - Fr Guido, custode à Chypre
- 1310 - Fr Bonaventura, prov.
- 1328 - Fr Nicolò (da San Martino ?)
- 1329 - Fr Federico da Monte-Vico, prov.
- 1330 - Fr Giovanni Fedanzola da Perugia
- 1333 - Fr Rogero Guarini, gardien
- 1337 - Fr Giacomo Normanno, custode à Chypre
- 1337 - Fr Giovanni di Stefano, gardien
- 1340 - Fr Raimondo de Moragis, prov.
- 1345 - Fr Nicola di Giovanni, gardien
- 1363 - Fr Bernardino da Padova, gardien
- 1366 - Fr Giovanni Carmessoni, prov.
- 1372 - Fr Antonio di Giacomo, gardien
- 1372 - Fr Canuccio da Marca o da Mantea, prés.
- 1374 - Fr Giacomo da Piacenza, prov.
- 1376 - Fr Nicolò da Creta o Candia
- 1382 - Fr Giovanni, custode ?
- 1384 - Fr Nicolò da Venezia
- 1388 - Fr Gerardo Calvetti

XVe siècle
- 1400 - Fr Nicolò Coronario da Candia
- 1403 - Fr Andrea di Giacomo, prés.
- 1405 - Fr Nicolò di Pietro
- 1414 - Fr Pascutius Davini de Assisio
- 1421 - Fr Giacomo di Antonio
- 1424 - Fr Giovanni Belloro
- (1427?) - Fr Bartolomeo Lippo da Colle, vic. prov.
- 1430 - Fr Luigi da Bologna
- 1434 - Fr Giacomo Delfino
- 1438 - Fr Gandolfo da Sicilia
- 1438 - Fr Nicolò da Cipro, prov.
- 1446 - Fr Baldassare da Santa Maria
- 1455 - Fr Antonio da Mugnano
- 1461 - Fr Raimonde da Venezia, vic. prov.
- 1462 - Fr Gabriele Mezzavacca da Bologna
- 1463 - Fr Alessandro da Vicenza, prés.
- 1464 - Fr Paolo d'Albenga
- 1464 - Fr Gabriele da Venezia, vic. prov.
- 1467 - Fr Francesco da Piacenza
- 1467 - Fr Francesco d'Arezzo, vic. prov.
- 1472 - Fr Andrea da Parma
- 1475 - Fr Giacomo d'Alessandria
- 1478 - Fr Bernardino Caimo da Milano, prés.
- 1478 - Fr Giovanni de Thomacellis
- 1481 - Fr Paolo da Canneto
- 1484 - Fr Bernardino da Parma
- 1487 - Fr Francesco da Perugia
- 1487 - Fr Bernardino Caimo
- 1489 - Fr Bartolomeo da Piacenza
- 1493 - Fr Francesco Suriano
- 1495 - Fr Angelo da Foligno
- 1496 - Fr Bartolomeo da Piacenza
- 1499 - Fr Antonio Gozze de Regnis

XVIe siècle
- 1501 - Fr Mauro da San Bernardino
- 1504 - Fr Luigi da Napoli
- 1507 - Fr Bernardino del Vecchio
- 1510 - Fr Giacomo di Bartolo, prés.
- 1512 - Fr Francesco Suriano
- 1514 - Fr Nicolò da Tossignano
- 1517 - Fr Zenobio da Firenze
- 1518 - Fr Gabriele, custode ?
- 1519 - Fr Angelo da Ferrara
- 1528 - Fr Giovanni
- 1532 - Fr Mario da Messina
- 1532 - Fr Battista da Macerata
- 1535 - Fr Tomaso da Norcia
- 1539 - Fr Donato da Cilento, prés.
- 1541 - Fr Dionisio da Sarcognano
- 1542 - Fr Cesario, prés.
- (1542?) - Fr Pietro, prés.
- 1543 - Fr Felice da Venezia
- 1544 - Fr Benedetto, alias Lodovico, prés.
- 1544 - Fr Giorgio Bosnese
- 1545 - Fr Felice da Venezia, prés. puis custode
- 1547 - Fr Bonaventura Corsetto Dalmata
- 1550 - Fr Paolo Marino (ou Manin ?), prés.
- 1551 - Fr Bonifacio Stefani da Ragusa
- 1559 - Fr Antonio da Bergamo
- 1560 - Fr Aurelio da Griano
- 1522 - Fr Geremia da Brescia, prés.
- 1564 - Fr Bonifacio Stefani da Ragusa
- 1565 - Fr Bernardino da Collestate
- 1565 - Fr Tomaso da Bergamo, prés.
- 1566 - Fr Girolamo da Fossato
- 1568 - Fr Angelo da Portomaurizio
- 1568 - Fr Bernardino da Collestate, prés.
- 1568 - Fr Gian-Francesco d'Arsignano Vicent.
- 1571 - Fr Antonio da Sant'Angelo
- 1572 - Fr Geremia da Brescia
- 1580 - Fr Giovanni da Bergamo
- 1580 - Fr Cristoforo, prés.
- 1581 - Fr Angelo Stella Veneto
- 1584 - Fr Paolino Olivoli da Pisa
- 1585 - Fr Accursio da Quinzano
- 1586 - Fr Clemente da Montebaroccio, prés.
- 1588 - Fr Gian Battista da Montegiano
- 1590 - Fr Francesco da Spello
- 1593 - Fr Felice Ranieri da Fratta
- 1593 - Fr Gian Francesco da Salandra
- 1597 - Fr Evangelista da Gabbiano

XVIIe siècle
- 1600 - Fr Francesco Manerba
- 1603 - Fr Cesario da Trino
- 1608 - Fr Gaudenzio Saibanti da Verona
- 1612 - Fr Angelo da Messina
- 1615 - Fr Rufin da Savoca, prés.
- 1616 - Fr Basilio Basili da Caprarola
- 1618 - Fr Francesco Quaresimo, prés.
- 1619 - Fr Francesco Dulcedo
- 1619 - Fr Gian-Battista da Palestrina, prés.
- 1620 - Fr Tommaso Obicini da Novara
- 1621 - Fr Ambrogio Pantoliano da Polla, prés. puis custode
- 1622 - Fr Francesco Spinelli
- 1625 - Fr Sante da Messina
- 1627 - Fr Raffaele Urleta, prés.
- 1628 - Fr Diego da san Severino
- 1631 - Fr Giuseppe dell'Annunziazione, prés.
- 1632 - Fr Paolo da Lodi
- 1634 - Fr Francesco da Cattaro Dalmata
- 1635 - Fr Giacinto da Verona, prés.
- 1637 - Fr Andrea d'Arco
- 1642 - Fr Pietro Verniero da Montepiloso
- 1645 - Fr Francesco Merisi da Como
- 1648 - Fr Antonio da Gaeta
- 1650 - Fr Pietro Micorto Veneto, prés.
- 1651 - Fr Ambrogio P. da Polla
- 1652 - Fr Mariano Morone da Maleo
- 1653 - Fr Diego da Trino, prés.
- 1659 - Fr Eusebio Valles
- 1662 - Fr Isidoro da Oggione, prés.
- 1664 - Fr Francesco M. Rhini da Polizio
- 1669 - Fr Teofilo Testa da Nola, prés. puis custode
- 1673 - Fr Claudio Gavazzi da Lodi
- 1674 - Fr Giovanni Bonsignori da Legnago, prés.
- 1675 - Fr Tomaso da Caltagirone
- 1675 - Fr Giovanni Bonsignori da Legnano, prés.
- 1678 - Fr Pier Marino Sormanni
- 1682 - Fr Carlo Francesco Morandi da Milano, prés.
- 1683 - Fr Pier Antonio Grassi da Cantù
- 1685 - Fr Andrea da Roma, prés.
- 1685 - Fr Angelico da Forlì, prés.
- 1686 - Fr Angelico da Milano
- 1688 - Fr Paolo da Miglionico, prés.
- 1689 - Fr Gregorio da Parghelia
- 1691 - Fr Gian-Battista d'Atina
- 1694 - Fr Atanasio da Genova, prés.
- 1695 - Fr Baldassare Caldera Milanese
- 1697 - Fr Francesco da Santo Floro
- 1699 - Fr Stefano da Napoli, prés.

XVIIIe siècle
- 1701 - Fr Bonaventura da Majori
- 1704 - Fr Benedetto da Bari
- 1705 - Fr Costantino Ultorchi da Milano
- 1705 - Fr Giuseppe da Sternazia, prés.
- 1706 - Fr Gaetano Potestà da Palermo
- 1708 - Fr Francesco da Montereale, prés.
- 1709 - Fr Raffaele Ventajol, prés.
- 1710 - Fr Lorenzo Cozza da San Lorenzo
- 1715 - Fr Antonio da Badolato, prés.
- 1716 - Fr Giuseppe Maria da Perugia
- 1719 - Fr Carlo Giacinto da Pavia, prés.
- 1720 - Fr Gian-Filippo da Milano
- 1722 - Fr Giacomo da Lucca, prés. puis custode
- 1728 - Fr Pietro da Luri, prés.
- 1730 - Fr Andrea da Montoro
- 1734 - Fr Pietro da Luri, prés.
- 1735 - Fr Angelico da Gazolo
- 1739 - Fr Illuminato d'Alessandria, prés.
- 1740 - Fr Paolo da Laurino
- 1743 - Fr Giacomo da Lucca, prés. puis custode
- 1744 - Fr Desiderio da Casabasciana, vice-custode
- 1750 - Fr Michele Maurizio da Torino, prés.
- 1751 - Fr Prospero Zinelli da Brescia
- 1754 - Fr Pio da Mentone
- 1755 - Fr Emilio da Uboldo, prés.
- 1756 - Fr Domenico da Venezia
- 1761 - Fr Gian-Domenico da Levignano, prés.
- 1762 - Fr Paolo da Piacenza
- 1767 - Fr Luigi da Bastia, prés. puis custode
- 1771 - Fr Gian-Domenico da Levignano, prés.
- 1773 - Fr Valeriano Bellandi da Prato
- 1773 - Fr Gian-Domenico da Levigliano, prés. puis custode
- 1787 - Fr Arcangelo da Entrodacqua, prés.
- 1795 - Fr Placido da Roma
- 1799 - Fr Ladislao da Viterbo
- 1799 - Fr Prudenzio Franchetti da Firenze, prés.

XIXe siècle
- 1801 - Fr Zenobio Puccini da Firenze
- 1804 - Fr Girolamo da Osimo, prés.
- 1805 - Fr Bonaventura da Nola
- 1808 - Fr Giuseppe M. Pierallini da Pistoia
- 1811 - Fr Benedetto Ercolani da Medicina, prés.
- 1813 - Fr Giuseppe M. Monte Alberne, prés.
- 1814 - Fr Ermenegildo Pardini da Lucca, prés.
- 1815 - Fr Girolamo da Osimo, prés. puis custode
- 1816 - Fr Ezechiele Olobardi da Pietrasanta, prés.
- 1817 - Fr Salvatore Antonio da Malta
- 1820 - Fr Ugolino Cesarini da San Marino
- 1820 - Fr Francesco M. Cozza da Luzzi, prés.
- 1822 - Fr Gian-Antonio da Rogliano Corso
- 1825 - Fr Pio da Pietrasanta, prés.
- 1825 - Fr Tomaso da Montasola
- 1831 - Fr Francesco di Grotte di san Lorenzo
- 1835 - Fr Perpetuo Guasco da Solero, prés.
- 1835 - Fr Francesco Saverio da Malta
- 1838 - Fr Perpetuo Guasco da Solero
- 1840 - Fr Cherubino da Civezza, vice-custode
- 1841 - Fr Cherubino Maria da Cori
- 1843 - Fr Cherubino da Civezza, prés. puis custode
- 1845 - Fr Paolo Antonio da Moretta, prés.
- 1847 - Fr Bernardino Trionfetti
- 1856 - Fr Bernardino da Caprarola, prés.
- 1857 - Fr Bonaventura da Solero
- 1863 - Fr Clemente da Solero, prés.
- 1863 - Fr Serafino Milani da Carrara
- 1867 - Fr Ladislao d'Ancona, prés.
- 1873 - Fr Antonio da Tivoli, prés.
- 1874 - Fr Gaudenzio Bonfigli da Matelica
- 1880 - Fr Guido Corbelli da Cortona
- 1886 - Fr Aurelio Briante da Buia
- 1887 - Fr Filippo Ricci da Montealavelio, prés.
- 1888 - Fr Giacomo Ghezzi da Castelmadama
- 1894 - Fr Aurelio Briante da Buia
- 1895 - Fr Giuseppe Pratalata da Roma, prés.

XXe siècle
- 1900 - Fr Frediano Giannini
- 1906 - Fr Roberto Razzoli
- 1913 - Fr Onorato Carcaterra
- 1914 - Fr Serafino Cimino
- 1918 - Fr Ferdinando Diotallevi
- 1925 - Fr Aurelio Marotta
- 1931 - Fr Nazzareno Jacopozzi
- 1937 - Fr Alberto Gori
- 1950 - Fr Giacinto Maria Faccio
- 1955 - Fr Angelico Lazzeri
- 1957 - Fr Rev.Mo Alfredo Polidori
- 1962 - Fr Vincenzo Cappiello
- 1968 - Fr Alfonso Calabrese
- 1969 - Fr Erminio Roncari
- 1974 - Fr Maurilio Sacchi
- 1980 - Fr Ignazio Mancini
- 1986 - Fr Carlo Cecchitelli
- 1992 - Fr Giuseppe Nazzaro
- 1998 - Fr Giovanni Battistelli

XXIe siècle
- 2004 - Fr Pierbattista Pizzaballa
- 2016 - Fr Francesco Patton
- 2025 - Fr Francesco Ielpo (cs)[4]

## Principaux sanctuaires
Outre les basiliques du Saint-Sépulcre, de la Nativité et de l'Annonciation, la custodie s'occupe de 55 sanctuaires se trouvant en Israël, Palestine et Jordanie, les plus connus sont :

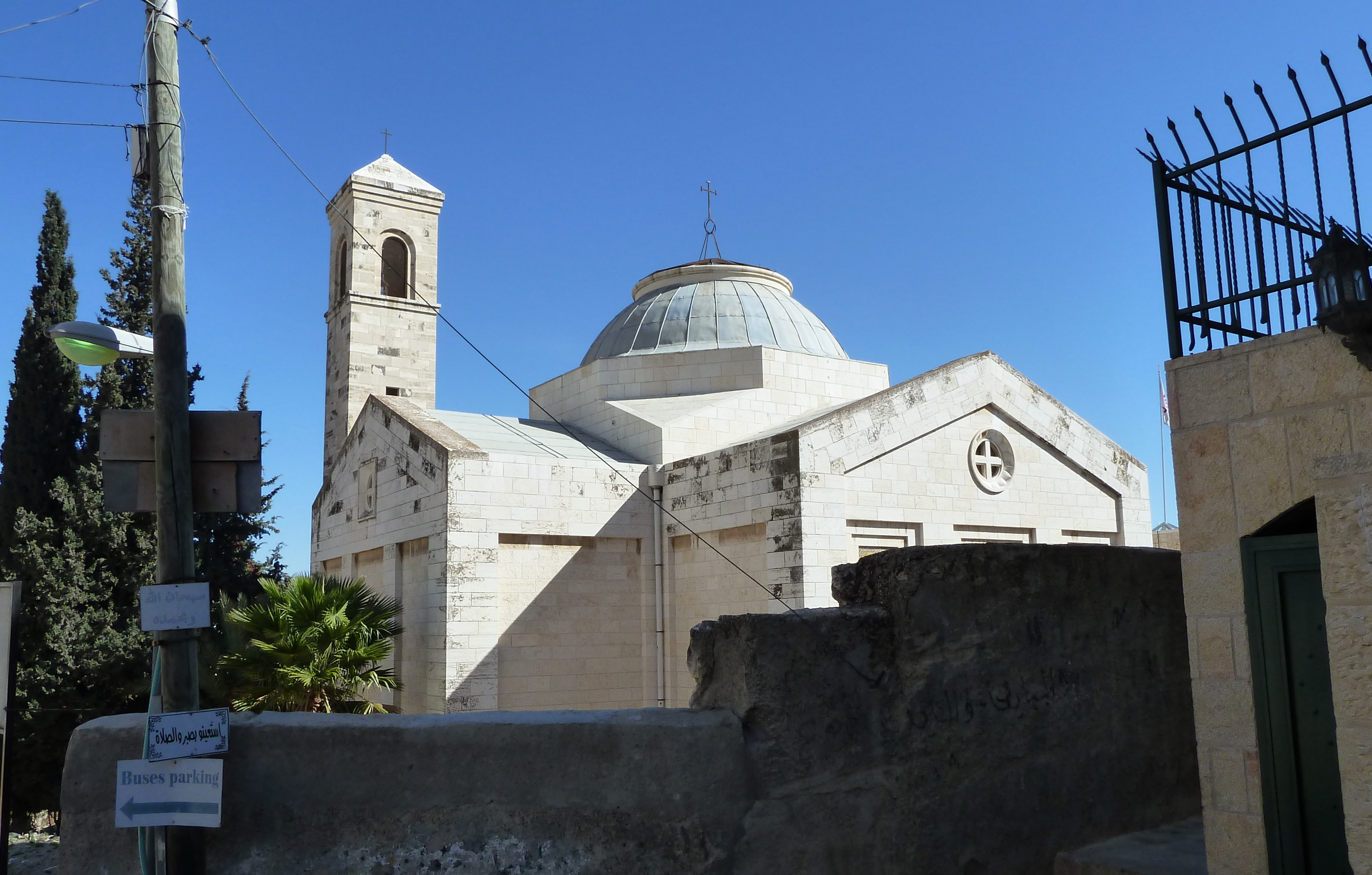
Église Saint-Lazare, Al-Eizariya (Béthanie).

- Couvent Saint-Jean-du-Désert, à Ein Kerem
- Église de la Visitation, à Ein Kerem
- Grotte du Lait près de Bethléem
- Église Saint-Lazare, à Béthanie (Al-Eizariya)
- Couvent des Palmes et Église de Bethphagé, à Bethphagé
- Église du Champ des Bergers, à Bethléem
- Couvent de Capharnaüm
- Église de Cana de Galilée (Kafr Kanna)
- Couvent de Deir el-Kabir (maison d'Ananie) à Damas
- Basilique Saint-Cléophas à El Qubeibeh
- Couvent de Terre sainte à Emmaüs
- Église Saint-Pierre de Jaffa
- Couvent du Bon-Pasteur, à Jéricho
- Basilique de la Sainte-Agonie, à Gethsémani (Jérusalem)
- Église du Dominus flevit, à Jérusalem
- Couvent de la Flagellation (studium Biblicum Franciscanum), comprenant l'église de la Flagellation et la chapelle de la Condamnation, à Jérusalem
- Basilique de la Transfiguration du mont Thabor
- Église Saint-Joseph de Nazareth et couvent franciscain
- Église de la primauté de Pierre, à Tabgha
- Église et couvent de Tibériade
- Église Sainte-Catherine de Bethléem

Ainsi que d'établissements, comme le collège Terra Sancta de Jérusalem.